# ارنست نواما آپیا
ارنست نواما آپیا (انگلیسی: Ernest Nuamah؛ زادهٔ ۱ نوامبر ۲۰۰۳) بازیکن فوتبال اهل غنا است که در حال حاضر به صورت قرضی از آر. دابلیو. دی. مولنبیک برای باشگاه فوتبال المپیک لیون بازی می‌کند. 
وی همچنین در تیم‌های ملی فوتبال زیر ۲۳ سال و بزرگسالان غنا بازی کرده است.